# Покољ у Панчеву 1941.
Покољ у Панчеву 1941. године (21. и 22. априла) извршиле су њемачке окупационе снаге потпомогнуте локалним фолксдојчерима у Панчеву над српским становништвом Панчева и околине. Убијено је 36 људи, од тога 35 мушкараца и једна жена. Убијени су у двије групе близу улаза градског гробља.

## Позадина
Повод злочина било је страдање немачког војника када је у пијаном стању убио другог немачког војника, поводом прославе Хитлеровог рођендана у Панчеву (20. април). Да би се прикрио овај злочин, у непосредној близини Старог православног гробља у Панчеву изведен је напад на немачку патролу. „Утврђено је, истрагом коју су водиле немачке војне власти, да је овог немачког војника убио немачки војник у међусобној свађи и у пијаном стању. Панчевачки Немци су извршили напад на немачку војску са српског гробља, желећи да то војним властима представе као напад Срба, да би изазвали побуну немачке војске против Срба. Немачка војска је одговорила ватром из митраљеза и пушака. Они који су пуцали са гробља, а то су били фолксдојчери – чланови Културбунда из места одмах су напустили простор српског гробља.“ Сутрадан је у граду издат плакат, издат по наређењу команданта окупираног места Панчева Банделова, на коме је писало да ће за сваког погинулог немачког војника „бити обешено 10 Срба“.
Један од мотива за овај злочин било је стрељање 9 локалних панчевачких Немаца нацистички опредељених, које је извршила Војска Краљевине Југославије пре доласка немачких окупационих трупа у град и повлачења Југословенске војске. Реч је о организованим петоколонашима који су покушали да разоружају групу југословенских војника који су се повлачили ка Београду.
Злочин у Панчеву над 36 претежно српских суграђана инспирисали су локални нацисти, пре свега Јакоб Авендер, један од вођа нацистичког покрета међу војвођанским Немцима. Током његовог активног политичког рада од средине тридесетих година прошлог века, Панчево је постало најважније упориште нацистичког покрета међу југословенским Немцима. У овом граду је национализована фолксдојчерска омладина организована у оквиру тзв „Обновитеља“ (који је преузео руководство Културбунда крајем 1938. године). Локални нацисти су издавали своје новине у Панчеву и имали су књижару.

## Злочин
У Панчеву је 21. априла ухапшено око 100 људи, од којих је 40 одабрано и изведено пред војни суд. „Суђења у правом смислу те речи није било, није вођен записник о саслушању приведених, оптуженима није дата могућност да се бране. Штавише, на суђењу није донета формална пресуда, али је председавајући Банделов усмено поручио жртвама: Ви сте струна, ви сте лопта. Читаво суђење је завршено у року од два сата: 36 је осуђено на смрт, а 4 пуштено.“

Истог дана стрељане су 4 особе. Сутрадан, 22. априла 1941. године, обешено је 18, а стрељано 14 људи. Најпре је вешање обављено на Старом православном гробљу. Породице обешених биле су принуђене да дођу на гробље и посматрају погубљење. Осим тога, вешање и стрељање је посматрао велики број локалних Немаца, о чему сведочи и филм на којем се виде немачки цивили, неки од њих са нацистичким обележјима, како буље у тела стрељаних. Вешање је извршио локални Немац, лимар Херман Брум, који ће погинути 1943. године у Босни у борби против партизана као припадник 7. СС дивизије „Принц Еуген“. Стрељање су извели припадници Вермахта.
Обешени су: Милановић Милан, Миливојевић Милутин, Чадик Јаков, Кочеш Фрања, Царан Милорад, Азицки Пера, Мирђић Ђорђе, Жестић Владимир, Максин Јован, Тополовачки Александар, Сковран Мирко, Ристић Љубомир, Јефтић Миленко, Адамовић Јован, Стојков Душан, Радак Коста, Ћосић Таја, Шишкуловић Даринка (сви Панчевци, осим Миливојевића који је био из Омољице код Панчева).
Стрељани су: Хумановић Тихомир, Гробановић Иван, Тешановић Гојко, Пантелић Сава, Хаџић Душан, Грујућ Ђура, Хакер Шандор, Марков Тома, Перић Стева, Црни Ђура, Новак Маријан, Миленковић Драгутин, Недић Пера, Димковић Тихомир, Атанацковић Драга, Атанацковић Радивој, Аврамов Васа, Пинтер Стеван (сви из Панчева).
Све жртве, обешене и стрељане, остављене су на том месту 24 сата, након чега су их рођаци сахранили. Истовремено, сахрањене су четири жртве које су претходно стрељане

## Каснији развој
Послератна Државна комисија за утврђивање злочина окупатора и њихових помагача детаљно је реконструисала околности овог злочина, структуру жртава и извршилаца. Злочин у Панчеву 21-22. Април 1941. године. је вероватно најбоље документовани ратни злочин на територији окупиране Југославије 1941-1945.
Сачуван је велики број фотографија овог злочина (неколико десетина). Сачуване су фотографије са монтираног суђења, као и фотографије спровођења жртава до стратишта, као и фотографије стрељања, како обешених на гробљу, тако и пуцњаве уз гробљански зид на Новосељанском путу. Фотографије злочина углавном је направио фотограф Вермахта Герхард Гронефелд (1911 – 2000), помоћник званичног фотографа Националсоцијалистичке партије Хајнриха Хофмана.
1997. објављено је постојање најважнијег документа о овом злочину. Реч је о филмском снимку који је направио камерман Вермахта Готфрид Касел. Деценијама је чувао овај филмски запис у својој приватној архиви. Пред крај живота одлучио је да објави постојање овог филма и чињеницу да је он снимио овај злочин, што га је на неки начин довело у позицију саучесника. Оно што је подстакло Касела да предузме ову акцију је преиспитивање улоге Вермахта током Другог светског рата, која је постала актуелна у Немачкој средином 1990-их, захваљујући познатој изложби о злочинима Вермахта која је узбуркала немачку јавност. као својеврсна „витешка војска“ која наводно није учествовала у злочинима над цивилима. Ови записи су први пут приказани на изложби која је документирала злочине јединица Вермахта у окупираној Европи.
Филмски запис је између осталог приказан 13. септембра 2010. године на Хистори чанелу (History Channel) у Канади, као дио емисије Second World War in Color.